# Volkszählung in Brasilien 1872

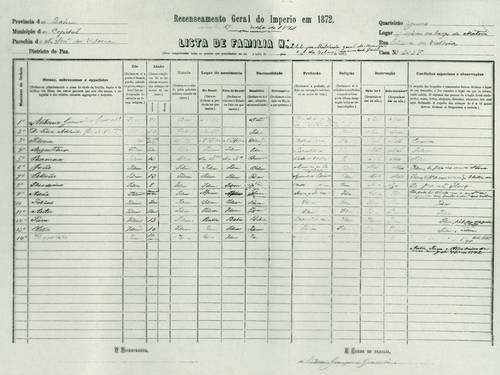
Die Familienlisten wurden in der Regel vom Haushaltsvorstand ausgefüllt, der zu dieser Zeit „Brand“ („fogo“) genannt wurde.

Die Volkszählung in Brasilien 1872 (auch: Volkszählung des Kaiserreichs Brasilien; port.: censo demográfico do Brasil de 1872, I Recenseamento Geral do Brasil, Recenseamento da População do Imperio do Brazil) war die erste Volkszählung, die während der Kaiserzeit auf brasilianischem Gebiet durchgeführt wurde.
Das brasilianische Kaiserreich war dabei, das so genannte „sklavische Element“ („elemento servil“) zu beseitigen, und musste daher den jährlichen Rückgang der Sklaven im Land schätzen.
Es wurde eine Volkszählung aller Personen durchgeführt, die in privaten und kollektiven Haushalten („Fogos“ genannt) lebten und sich am Stichtag der Volkszählung, dem 1. August 1872, in diesen befanden. Die Bevölkerung wurde nach Hautfarbe, Geschlecht, Frei- oder Sklavenstatus, Familienstand, Staatsangehörigkeit, Beruf und Religion aufgeteilt.

## Generaldirektion für Statistik (Diretoria Geral de Estatística)
Während der kaiserlichen Zeit sah die Regierung die Notwendigkeit, statistische Daten zu erheben, um das Land besser zu verstehen. Aus diesem Grund wurde 1871 per Dekret Nr. 4676 in Übereinstimmung mit dem Gesetz Nr. 1829 die Generaldirektion für Statistik (Diretoria Geral de Estatística – DGE) gegründet, um die nationalen statistischen Aktivitäten zu organisieren und im folgenden Jahr die erste Volkszählung in Brasilien durchzuführen. Mit der Gründung der Republik reorganisierte die neue Regierung die DGE und erweiterte ihre Aktivitäten, indem sie die zivile Registrierung von Geburten, Eheschließungen und Sterbefällen einführte. Ab 1890 führte die damalige Generaldirektion für Statistik alle zehn Jahre Volkszählungen durch, mit Ausnahme der Jahre 1910 und 1930, als die politische Lage dies verhinderte. Die DGE wurde 1931 aufgelöst, und erst 1934 wurde eine gleichwertige Einrichtung geschaffen, das Brasilianische Institut für Geografie und Statistik (Instituto Brasileiro de Geografia e Estatística – IBGE).

## Bevölkerungsstruktur

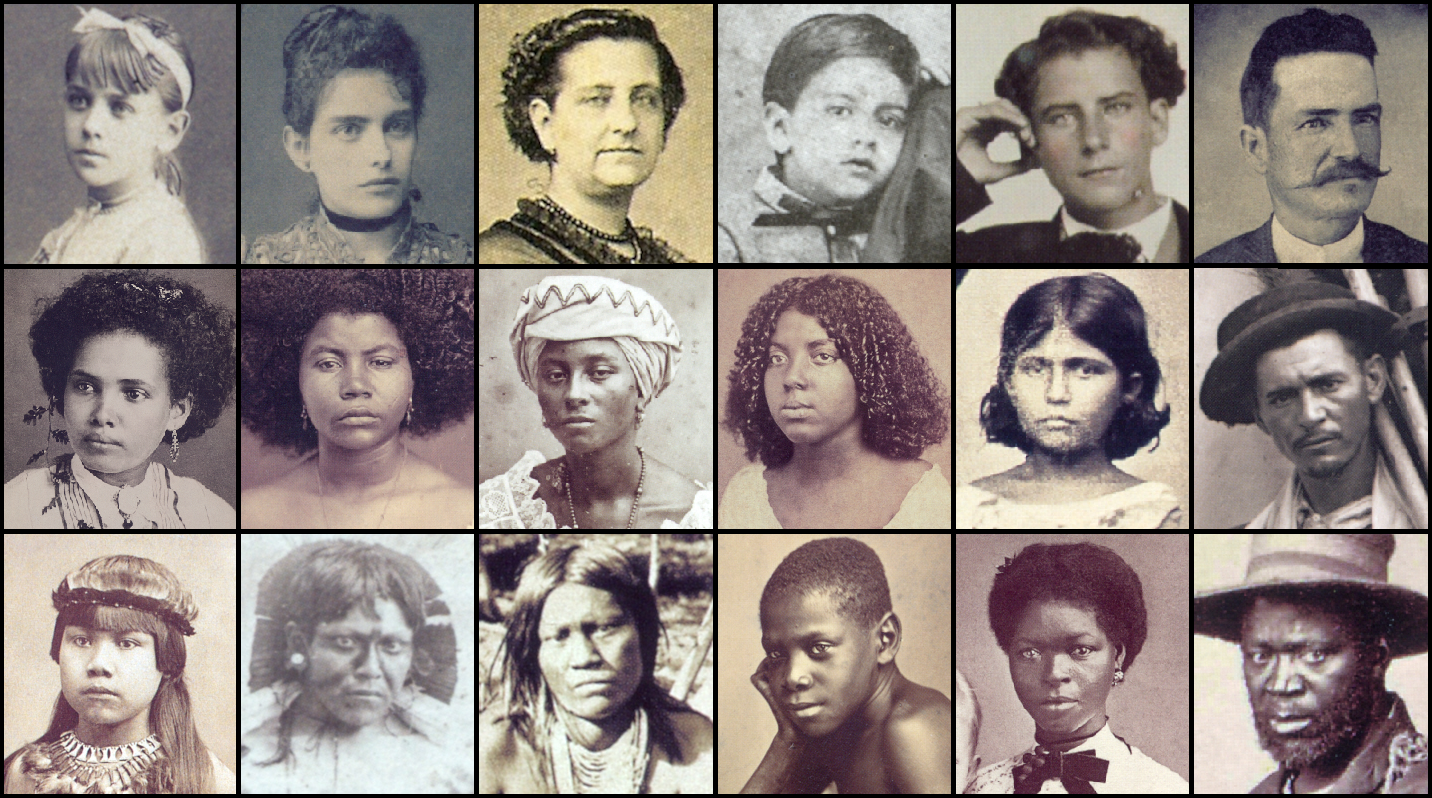
19. Jahrhundert. 1. Reihe: weiße Brasilianer. 2. Reihe: braune Brasilianer (von links nach rechts: zwei Mulattinnen, zwei Cafuzas-Frauen und ein Caboclo-Mädchen und -Mann). 3. Reihe: drei indianische Brasilianer aus verschiedenen Stämmen, gefolgt von Afro-Brasilianern aus verschiedenen ethnischen Gruppen

### Geschlecht
Die endgültigen Ergebnisse zeigten, dass Brasilien 9.930.478 Einwohner hatte, von denen 5.123.869 Männer und 4.806.609 Frauen waren. Der Anteil der Männer an der Gesamtbevölkerung betrug 51,6 %, der der Frauen 48,4 %. Was die Einwohnerzahl anbelangt, so sind in den Ergebnissen 181.583 Einwohner nicht enthalten, die für 32 Gemeinden geschätzt wurden, in denen die Volkszählung nicht zum angegebenen Zeitpunkt durchgeführt wurde.

### Hautfarbe und Abstammung
Laut der Volkszählung waren 38,3 Prozent braun (pardos), 38,1 Prozent weiß und 19,7 Prozent schwarz. Die in der Volkszählung als „caboclos“ bezeichneten Indianer machten 3,9 % der Gesamtbevölkerung aus. Seltsamerweise tauchten die Indianer 101 Jahre lang nicht als eigene Kategorie in den Bevölkerungserhebungen auf, sondern erst wieder 1991. Bei den Ureinwohnern könnten einige aufgrund ihrer Hautfarbe als „pardos“ eingestuft worden sein; außerdem wurde die große Mehrheit der Ureinwohner bei der Volkszählung nicht berücksichtigt, da mehrere Dörfer nicht gezählt wurden, weil es schwierig war, sie zu erreichen. Man muss auch bedenken, dass viele indigene Völker in isolierten Stämmen lebten und ihre traditionelle Lebensweise bewahrten.
Im Jahr 1872 betrug der Anteil der Sklaven an der brasilianischen Bevölkerung 15,2 %, von denen 31 % als braun eingestuft wurden. In einigen Gemeinden gab es mehr Sklaven als freie Menschen, wie in Santa Maria Magdalena, São João da Barra, Valença, Pirahy und Vassouras in Rio de Janeiro, Bananal in São Paulo, Santa Cruz in Bahia und São Luiz Gonzaga in Maranhão.
Ausländer machten 3,8 % der brasilianischen Bevölkerung aus. Von allen Einwanderern waren 36 % Sklaven. „Afrikaner“, ob Sklaven, freie oder freigelassene, machten die Mehrheit der Ausländer aus (46 %), gefolgt von Portugiesen (33 %), Deutschen (10,5 %), Italienern (2,1 %) und Franzosen (1,8 %). Obwohl in der Volkszählung nicht aufgeführt, stammte die Mehrheit der „Afrikaner“ aus verschiedenen ethnischen Gruppen, vor allem aus den Yoruba, Bantu, Minas, Ewe und Hausa, aus mindestens acht großen Regionen des Kontinents wie Senegambia, dem Golf von Benin, West-Zentralafrika und dem Golf von Biafra.

### Bildungsgrad und Alter
In der freien Bevölkerung waren 23,4 % der Männer und 13,4 % der Frauen des Lesens und Schreibens kundig. Von der Bevölkerung im Alter zwischen 6 und 15 Jahren besuchten 17 % der Männer und 11 % der Frauen eine Schule. Die nach Altersgruppen aufgeschlüsselten Bevölkerungsdaten zeigten, dass 24,6 % der Bevölkerung Kinder unter 10 Jahren waren, 21,1 % Jugendliche und junge Menschen zwischen 11 und 20 Jahren, 32,9 % Erwachsene zwischen 21 und 40 Jahren, 8,4 % zwischen 41 und 50 Jahren, 12,8 % zwischen 51 und 70 Jahren und schließlich nur 3,4 % über 71 Jahre alt waren.

### Glaube und Religion
99,72 % der Bevölkerung wurden als katholisch (9.902.712 Personen) und 0,28 % (27.766) als nicht-katholisch eingestuft. 80 % der nicht-Katholiker („acatólicos“) waren deutsche Einwanderer. Diese Zahlen sind jedoch mit Vorsicht zu genießen. Zu dieser Zeit gab es nämlich etwa 383.000 indigene Einwohner (índios), die ihrem eigenen Glauben folgten. Außerdem wurden alle Sklaven als katholisch eingestuft, aber viele von ihnen behielten die aus Afrika stammende Religiosität bei, aus der sich nach der Abschaffung die afro-brasilianischen Religionen entwickelten.

### Behinderung, Schulzugang und Berufstätigkeit

Provinzen und die Neutrale Gemeinde (Município Neutro) auf dem Gebiet des Kaiserreichs Brasilien im Jahr 1872

Die Volkszählung gibt nicht nur Aufschluss über die Bevölkerung, sondern auch über Menschen mit Behinderungen, den Zugang zur Schule und zu Berufen usw. Zu dieser Zeit war Pflüger der Beruf mit der größten Anzahl von Menschen, gefolgt von Hausangestellten. Von den freien Berufen war der Künstler am stärksten vertreten, auch in der Sklavenbevölkerung. Bei den Frauen waren Hausangestellte, Landwirte und Näherinnen die vorherrschenden Berufe. Von der Gesamtbevölkerung (Männer und Frauen) übten etwa 42 % keinen Beruf aus (55 % bei den Freien, 24 % bei den Sklaven). Die DGE selbst räumte ein, dass der Anteil der Menschen ohne einen bestimmten Beruf „enorm“ war, insbesondere in den Provinzen Rio Grande do Norte, Minas Gerais und Pernambuco.

### Regionen

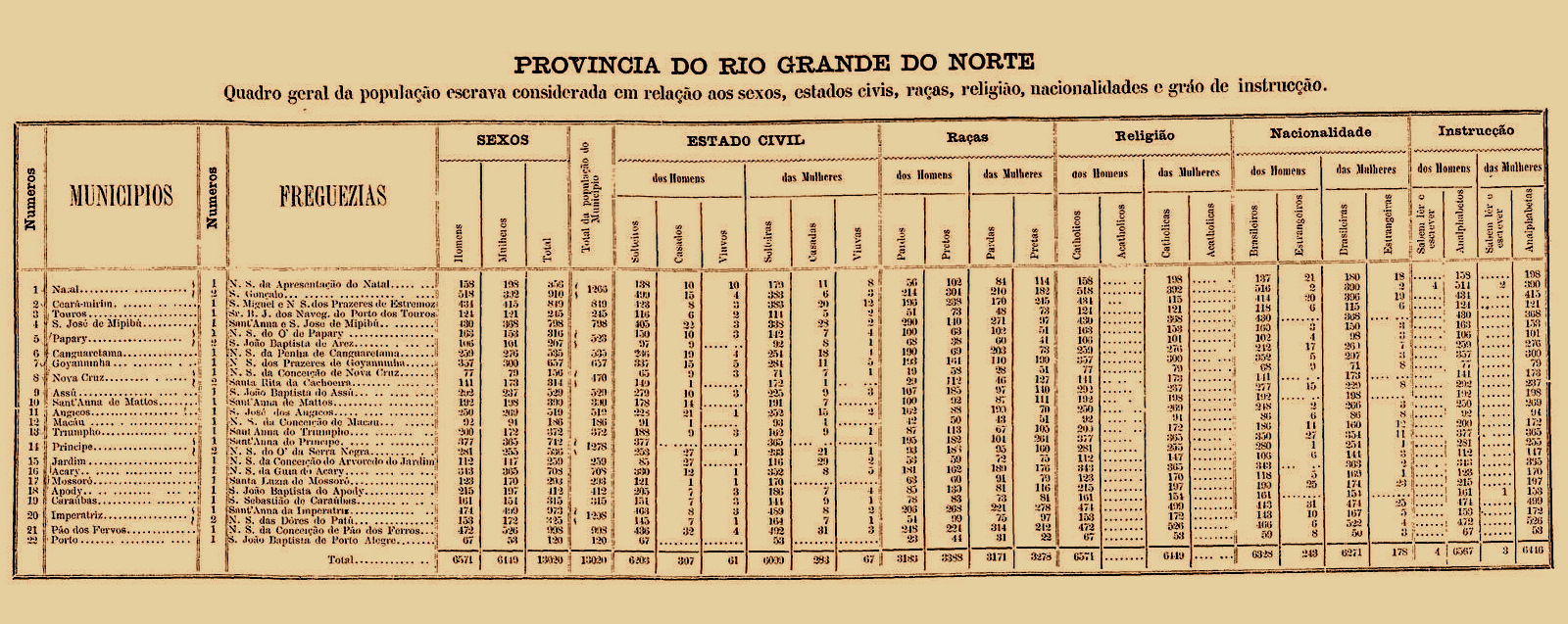
Allgemeine Tabelle der Sklavenbevölkerung nach Geschlecht, Familienstand, Ethnie, Religion, Nationalität und Bildungsgrad für die Provinz Rio Grande do Norte in der Volkszählung von 1872.

Bei der Volkszählung wurden fast 10 Millionen Einwohner erfasst, die sich auf 20 Provinzen und die Neutrale Gemeinde (Município Neutro) verteilen. Brasilien war in 641 Gemeinden (municípios) unterteilt, die wiederum in 1 473 Pfarreien, den kleinsten Informationseinheiten (unidades mínimas de informação), unterteilt waren. Die Erhebung wurde in den Kirchengemeinden durchgeführt.
Bei dieser Volkszählung war die derzeitige Região Nordeste immer noch die größte des Landes. Von den acht bevölkerungsreichsten Provinzen Brasiliens lag die Hälfte im Nordosten, und sie gehörten auch zu den bevölkerungsreichsten: Pernambuco hatte eine kleinere Fläche als São Paulo, aber eine größere Bevölkerung; und Paraíba hatte fast die gleiche Bevölkerung wie Rio Grande do Sul und eine viel kleinere Fläche. Die Einwohner des heutigen Regionen Nordeste und Sudeste machten zusammen 87,2 Prozent der Bevölkerung des Landes aus.
Es sei darauf hingewiesen, dass das brasilianische Kaiserreich nach dem Verständnis der Zeitgenossen geografisch in nur zwei große Regionen unterteilt war: den Norden (die Provinzen von Amazonas bis Bahia) und den Süden (von Espírito Santo bis Rio Grande do Sul). So betrug die Bevölkerung des Nordens, das heißt der Provinzen von Bahia bis Amazonas, 4.971.407 (50,06 %) und die der anderen Provinzen, das heißt des Südens, 4.683.469 (47,16 %); die Bevölkerung der beiden Regionen war also praktisch gleich groß, mit einem leichten Vorteil für den Norden.
Der zwischen den südlichen Provinzen gelegene Neutrale Gemeinde (Município Neutro) hatte 274.972 Einwohner, was etwa 2,77 % der Bevölkerung des Landes entspricht.
Minas Gerais war mit 2.039.735 Einwohnern die bevölkerungsreichste Provinz und hatte die meisten Gemeinden (370). Die bessere Verteilung der Bevölkerung auf die Gemeinden (einschließlich städtischer und ländlicher Gebiete) war ein Überbleibsel der Bevölkerungsabwanderung infolge der Bergbautätigkeit, die im vorigen Jahrhundert ihre Blütezeit hatte und 1763 zur Verlegung der Hauptstadt Brasiliens von Salvador nach Rio de Janeiro führte (die beiden größten Städte bei der Volkszählung von 1872).
Im Jahr 1872 war das Gewicht der Landbevölkerung im Vergleich zur Stadtbevölkerung enorm. Die Bevölkerung der Provinzhauptstädte und des Neutralen Stadtbezirks machte 10,41 % der Gesamtbevölkerung aus, das sind 1.083.039 Menschen. Allein in den Städten Rio de Janeiro, Salvador und Recife konzentrierten sich 48 % der städtischen Bevölkerung.

## Bevölkerungsreichste Gemeinden

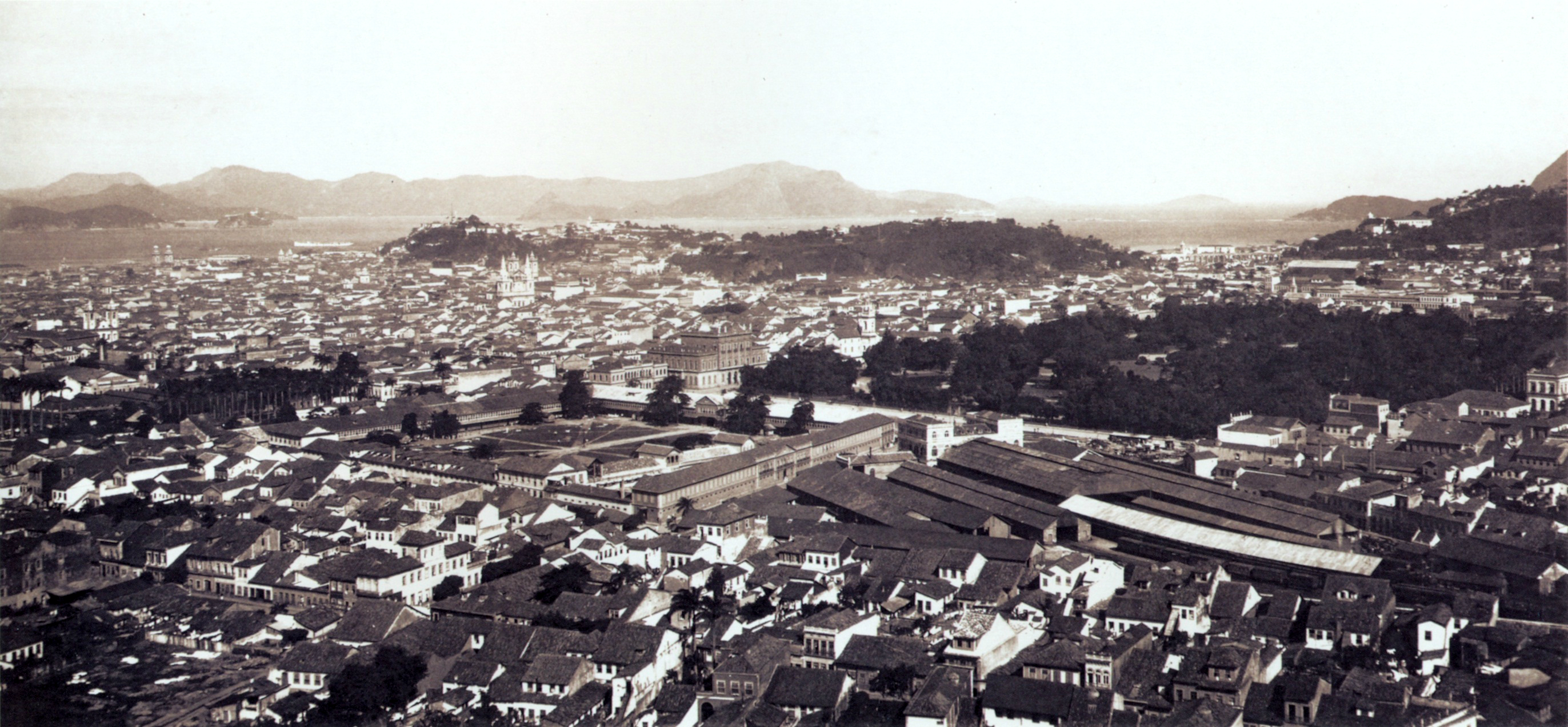
Município Neutro

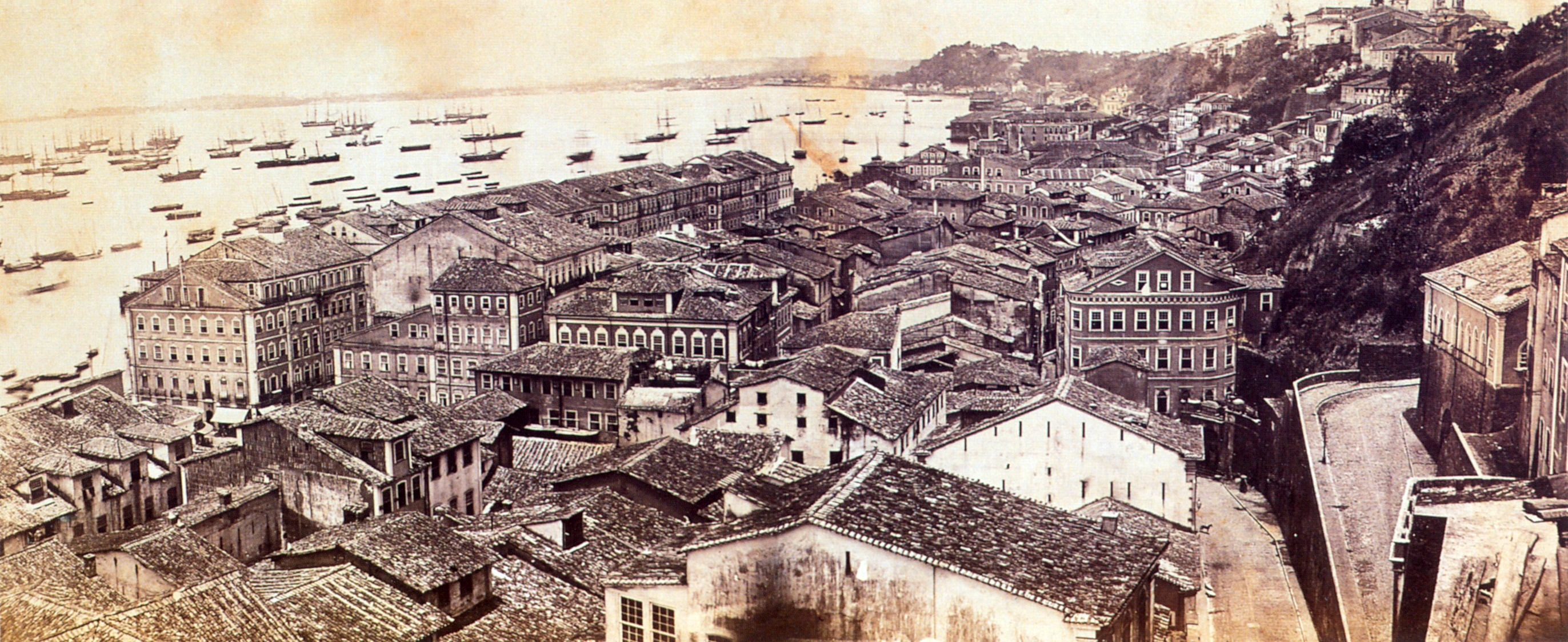
Salvador

| Rang | Gemeinde                | Provinz        | Bevölkerung (1872) |
| ---- | ----------------------- | -------------- | ------------------ |
| 1    | Município Neutro        | Rio de Janeiro | 274.972            |
| 2    | Salvador                | Bahia          | 129.109            |
| 3    | Recife                  | Pernambuco     | 116.671            |
| 4    | Campos                  | Rio de Janeiro | 88.832             |
| 5    | Cachoeira               | Bahia          | 88.181             |
| 6    | Serro                   | Minas Gerais   | 67.436             |
| 7    | Belém                   | Grão-Pará      | 61.997             |
| 8    | Minas do Rio das Contas | Bahia          | 59.893             |
| 9    | Santo Amaro             | Bahia          | 58.252             |
| 10   | Ponte Nova              | Minas Gerais   | 57.231             |
| 11   | Queluz                  | Minas Gerais   | 56.902             |
| 12   | Sabará                  | Minas Gerais   | 55.449             |
| 13   | Minas Novas             | Minas Gerais   | 54.447             |
| 14   | Caruaru                 | Pernambuco     | 54.278             |
| 15   | Grão Mogol              | Minas Gerais   | 53.005             |
| 16   | Feira de Santana        | Bahia          | 51.696             |
| 17   | Rio Pardo               | Minas Gerais   | 51.583             |
| 18   | Santa Bárbara           | Minas Gerais   | 48.344             |
| 19   | Ouro Preto              | Minas Gerais   | 48.214             |
| 20   | Niterói                 | Rio de Janeiro | 47.548             |

## Bevölkerung nach Provinzen
| Rang  | Provinz (Província)   | Gemeinden (Municípios) | Kirchengemeinden nicht eingeschlossen | Gesamtzahl der Kirchengemeinden | Freie Bevölkerung | Freie in % | Sklaven-bevölkerung | Sklaven in % | Gesamt-bevölkerung 1872 |
| ----- | --------------------- | ---------------------- | ------------------------------------- | ------------------------------- | ----------------- | ---------- | ------------------- | ------------ | ----------------------- |
| 1     | Minas Gerais          | 72                     | 14                                    | 370                             | 1669276           | 81,84      | 370459              | 18,16        | 2 039 735               |
| 2     | Bahia                 | 72                     | -                                     | 169                             | 1211792           | 87,84      | 167824              | 12,16        | 1 379 616               |
| 3     | Pernambuco            | 39                     | -                                     | 71                              | 752511            | 89,42      | 89028               | 10,58        | 841 539                 |
| 4     | São Paulo             | 89                     | -                                     | 142                             | 680742            | 81,29      | 156612              | 18,71        | 837 354                 |
| 5     | Rio de Janeiro        | 33                     | 6                                     | 123                             | 490087            | 62,61      | 292637              | 37,39        | 782 724                 |
| 6     | Ceará                 | 46                     | -                                     | 57                              | 689773            | 95,58      | 31913               | 4,42         | 721 686                 |
| 7     | Rio Grande do Sul     | 28                     | 4                                     | 72                              | 367022            | 84,41      | 67 791              | 15,59        | 434 183                 |
| 8     | Paraíba               | 24                     | -                                     | 38                              | 354700            | 94,28      | 21526               | 5,72         | 376 226                 |
| 9     | Maranhão              | 37                     | 1                                     | 53                              | 284101            | 78,95      | 74939               | 21,05        | 359 040                 |
| 10    | Alagoas               | 19                     | -                                     | 28                              | 312268            | 89,73      | 35741               | 10,27        | 348 009                 |
| 11    | Pará                  | 32                     | -                                     | 70                              | 247779            | 90,02      | 27458               | 9,98         | 275 237                 |
| 12    | Município Neutro      | -                      | -                                     | 19                              | 226033            | 82,20      | 48939               | 17,80        | 274 972                 |
| 13    | Rio Grande do Norte   | 22                     | -                                     | 27                              | 220959            | 94,44      | 13020               | 5,56         | 233 979                 |
| 14    | Piauí                 | 22                     | 2                                     | 27                              | 178427            | 88,23      | 23795               | 11,77        | 202 222                 |
| 15    | Sergipe               | 24                     | 5                                     | 30                              | 153620            | 87,16      | 22623               | 12,84        | 176 243                 |
| 16    | Goiás                 | 26                     | -                                     | 54                              | 149743            | 93,36      | 10652               | 6,64         | 160 395                 |
| 17    | Santa Catarina        | 11                     | -                                     | 38                              | 144818            | 90,62      | 14984               | 9,38         | 159 802                 |
| 18    | Paraná                | 16                     | -                                     | 23                              | 116162            | 91,67      | 10 560              | 8,33         | 126 722                 |
| 19    | Espírito Santo        | 13                     | -                                     | 25                              | 59478             | 72,41      | 22659               | 27,59        | 82 137                  |
| 20    | Mato Grosso           | 9                      | -                                     | 15                              | 53750             | 88,97      | 6667                | 11,03        | 60 417                  |
| 21    | Amazonas              | 7                      | -                                     | 22                              | 56631             | 98,30      | 979                 | 1,70         | 57 610                  |
| insg. | Kaiserreich Brasilien | 641                    | 32                                    | 1473                            | 8419672           | 84,78      | 1510806             | 15,22        | 9 930 478               |

### Bevölkerung der Gemeinden in den Hauptstädten der Provinzen
| Provinz             | Hauptstadt   | Bevölkerung | Anteil im Verhältnis zur Provinz | Position im Land |
| ------------------- | ------------ | ----------- | -------------------------------- | ---------------- |
| Mato Grosso         | Cuiabá       | 35 987      | 59,6 %                           | 48º              |
| Amazonas            | Manaus       | 29 334      | 50,9 %                           | 74º              |
| Pará                | Belém        | 61 997      | 22,5 %                           | 7º               |
| Espírito Santo      | Victória     | 16 157      | 19,7 %                           | 211º             |
| Santa Catarina      | Desterro     | 25 709      | 16,1 %                           | 96º              |
| Pernambuco          | Recife       | 116 671     | 13,9 %                           | 3º               |
| Goiás               | Goyaz        | 19 159      | 11,9 %                           | 174º             |
| Piauí               | Therezina    | 21 692      | 10,7 %                           | 137º             |
| Rio Grande do Sul   | Porto Alegre | 43 998      | 10,1 %                           | 23º              |
| Paraná              | Curitiba     | 12 651      | 10 %                             | 280º             |
| Bahia               | Salvador     | 129 109     | 9,4 %                            | 2º               |
| Maranhão            | São Luís     | 31 604      | 8,8 %                            | 62º              |
| Rio Grande do Norte | Natal        | 20 392      | 8,7 %                            | 160º             |
| Alagoas             | Maceió       | 27 703      | 8 %                              | 83º              |
| Paraíba             | Parahyba     | 24 714      | 6,6 %                            | 105º             |
| Rio de Janeiro      | Nictheroy    | 47 548      | 6,1 %                            | 20º              |
| Ceará               | Fortaleza    | 42 458      | 5,9 %                            | 26º              |
| Sergipe             | Aracaju      | 9 559       | 5,4 %                            | 366º             |
| São Paulo           | São Paulo    | 31 385      | 3,8 %                            | 64º              |
| Minas Gerais        | Ouro Preto   | 48 214      | 2,4 %                            | 19º              |

### Caboclo (indigene) Bevölkerung nach Provinz
| Provinz               | Gesamtbevölkerung | Caboclos | %    |
| --------------------- | ----------------- | -------- | ---- |
| Amazonas              | 57 610            | 36 828   | 63,9 |
| Pará                  | 275 237           | 44 589   | 16,2 |
| Mato Grosso           | 60 417            | 8 524    | 14,1 |
| Ceará                 | 721 686           | 52 837   | 7,3  |
| Paraná                | 126 722           | 9 087    | 7,1  |
| Espirito Santo        | 82 137            | 5 529    | 6,7  |
| Piauí                 | 202 222           | 13 453   | 6,6  |
| Rio Grande do Sul     | 434 183           | 25 717   | 5,9  |
| São Paulo             | 837 354           | 39 465   | 4,7  |
| Rio Grande do Norte   | 233 979           | 11 039   | 4,7  |
| Bahia                 | 1 379 616         | 49 882   | 3,6  |
| Maranhão              | 359 040           | 10 943   | 3,0  |
| Goiás                 | 160 395           | 4 250    | 2,6  |
| Paraíba               | 376 226           | 9 567    | 2,5  |
| Alagoas               | 348 009           | 6 364    | 1,8  |
| Santa Catarina        | 159 802           | 2 892    | 1,8  |
| Sergipe               | 176 243           | 3 087    | 1,7  |
| Minas Gerais          | 2 039 735         | 32 322   | 1,5  |
| Pernambuco            | 841 539           | 11 805   | 1,4  |
| Rio de Janeiro        | 782 724           | 7 852    | 1,0  |
| Município Neutro      | 274 972           | 923      | 0,3  |
| Kaiserreich Brasilien | 9 930 478         | 383 955  | 3,9  |

## Bevölkerung nach Regionen
| Rang      | Große Regionen        | Bevölkerung (1872) |
| --------- | --------------------- | ------------------ |
| 1         | Região Nordeste       | 4.638.560          |
| 2         | Região Sudeste        | 4.016.922          |
| 3         | Região Sul            | 721.337            |
| 4         | Região Norte          | 332.847            |
| 5         | Região Centro-Oeste   | 220.812            |
| Insgesamt | Kaiserreich Brasilien | 9.930.478          |

## Tabellen der Volkszählung

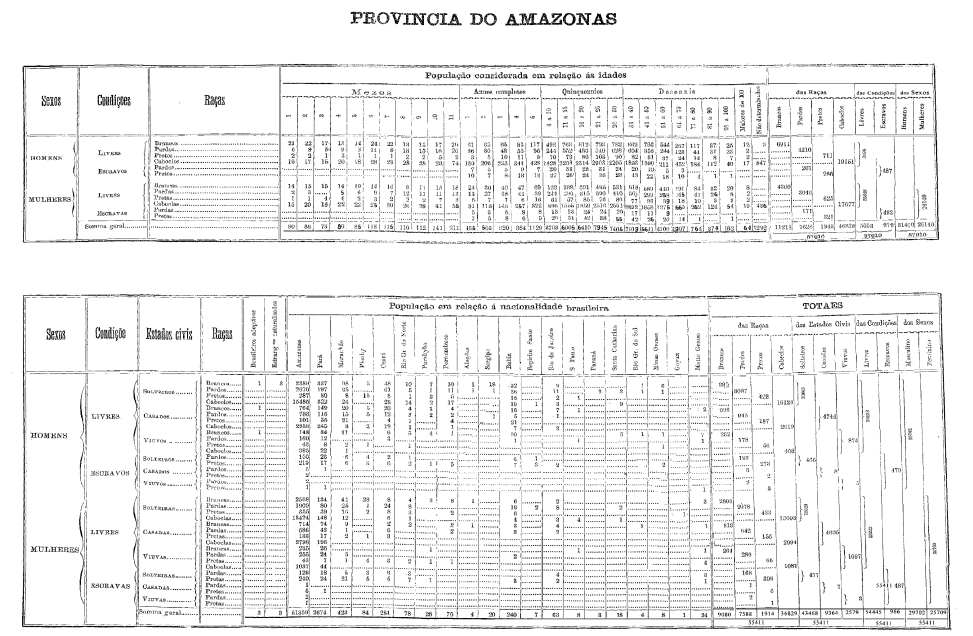
Bevölkerung im Verhältnis zum Alter; und Bevölkerung im Verhältnis zur brasilianischen Nationalität für die Provinz Amazonas in der Volkszählung von 1872.
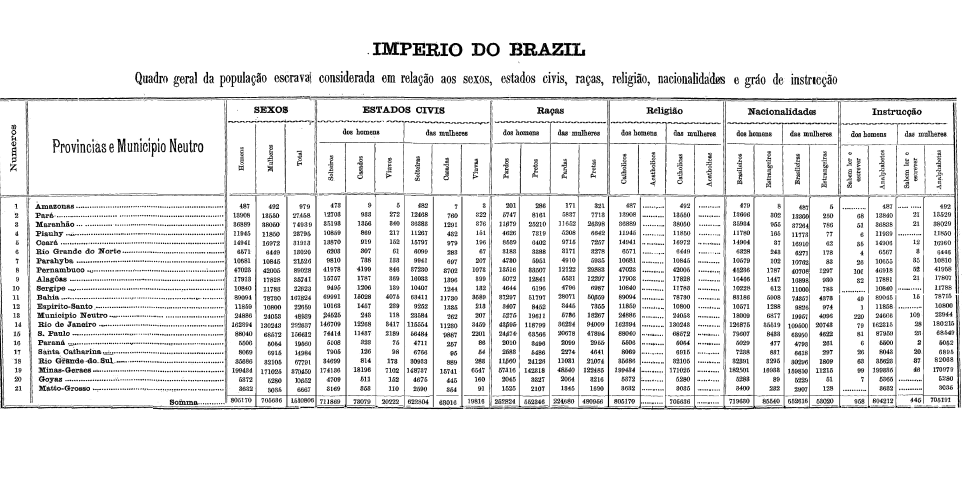
Allgemeine Tabelle der Sklavenbevölkerung in Bezug auf Geschlecht, Familienstand, Ethnie, Religion, Nationalität und Bildungsgrad für Brasilien in der Volkszählung von 1872.
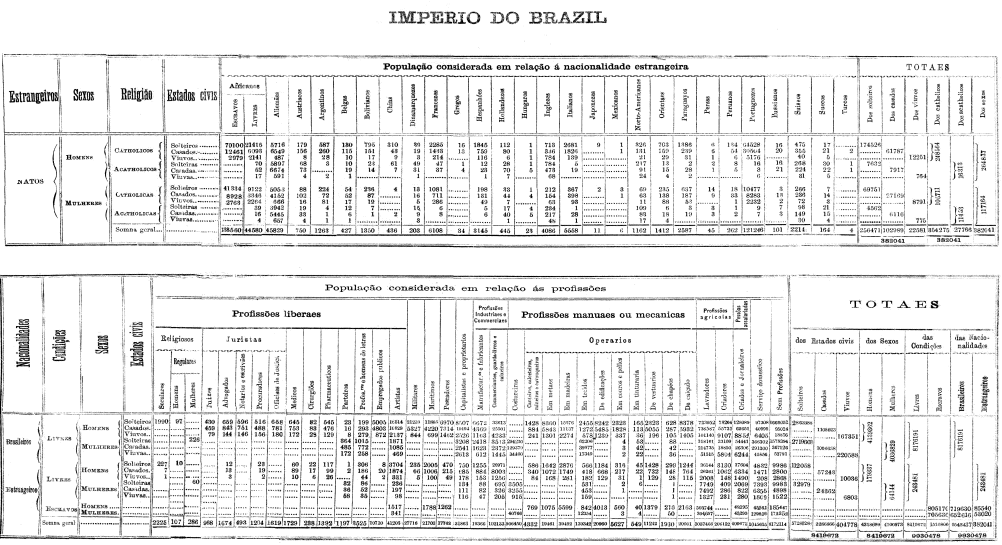
Allgemeine Tabelle der Bevölkerung nach ausländischer Staatsangehörigkeit; und Bevölkerung nach Berufen für Brasilien in der Volkszählung von 1872.
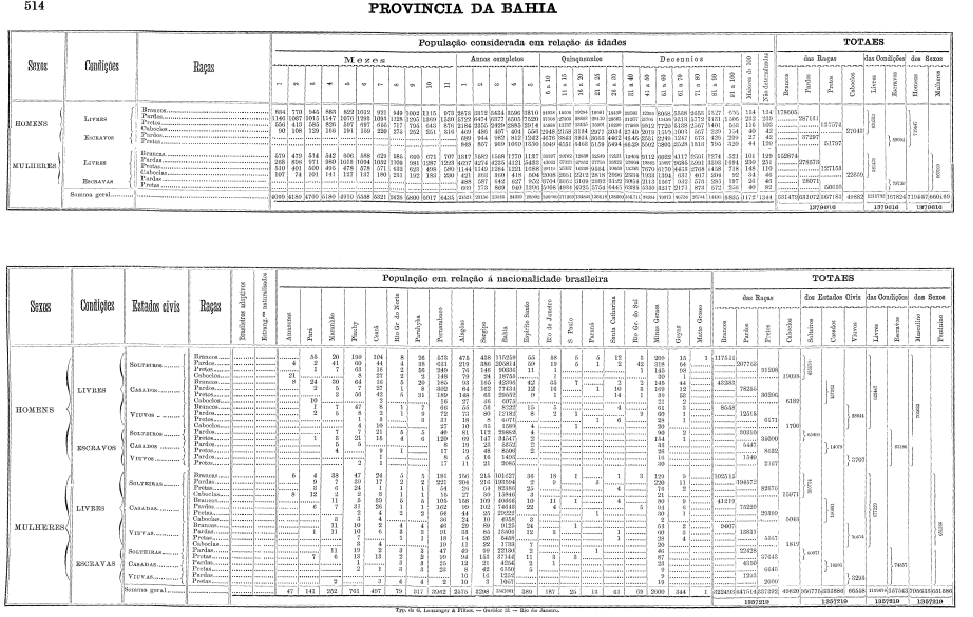
Bevölkerung im Verhältnis zum Alter; und Bevölkerung im Verhältnis zur brasilianischen Nationalität für die Provinz Bahia in der Volkszählung von 1872.
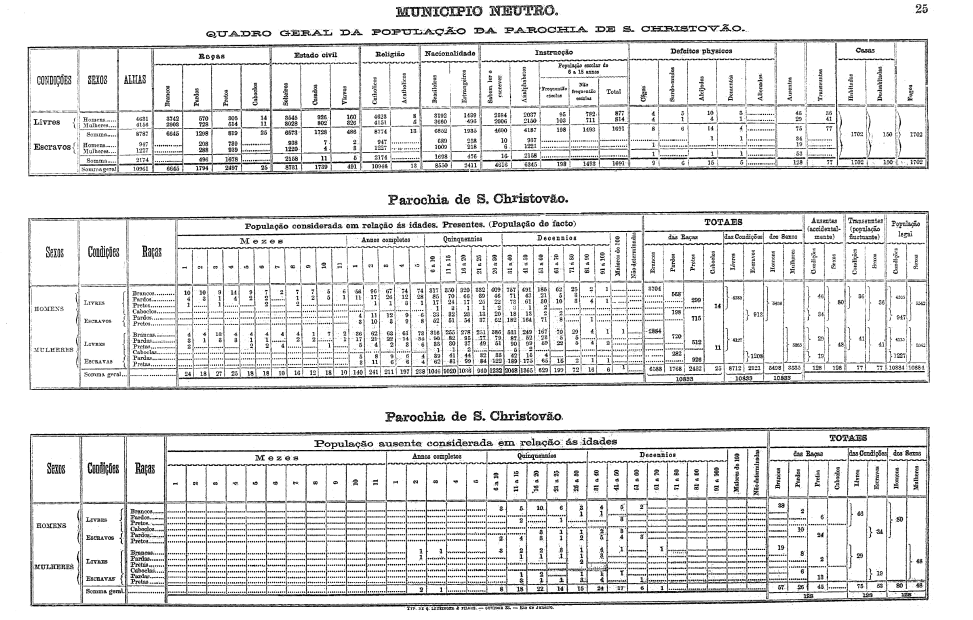
Allgemeine Tabelle der Bevölkerung der zur Gemeinde Neutral gehörenden Gemeinde São Cristóvão bei der Volkszählung von 1872.
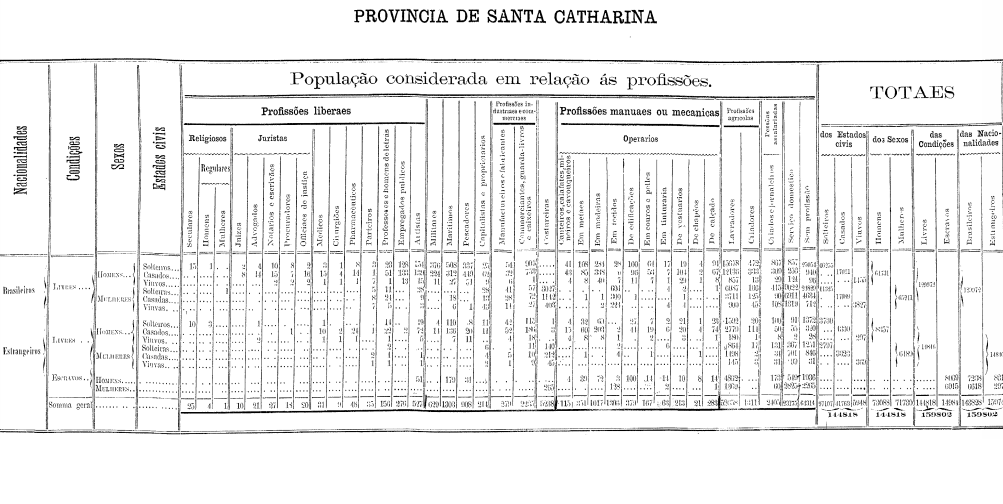
Bevölkerung im Verhältnis zu den Berufen in der Provinz Santa Catarina bei der Volkszählung von 1872.
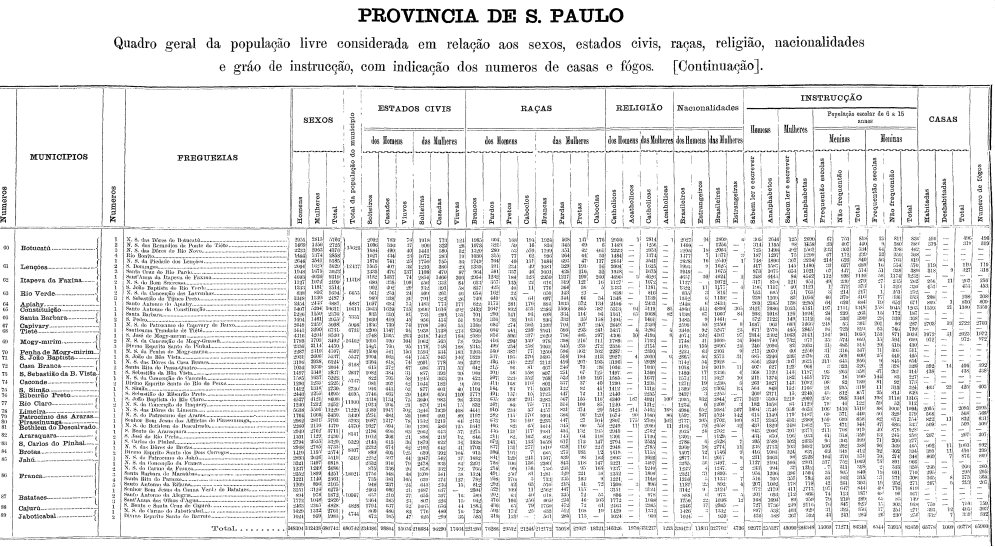
Allgemeine Tabelle der freien Bevölkerung nach Geschlecht, Familienstand, Ethnie, Religion, Nationalität und Bildungsgrad mit Angabe der Anzahl der Häuser und Wohnungen (Fortsetzung) für die Provinz São Paulo in der Volkszählung von 1872.
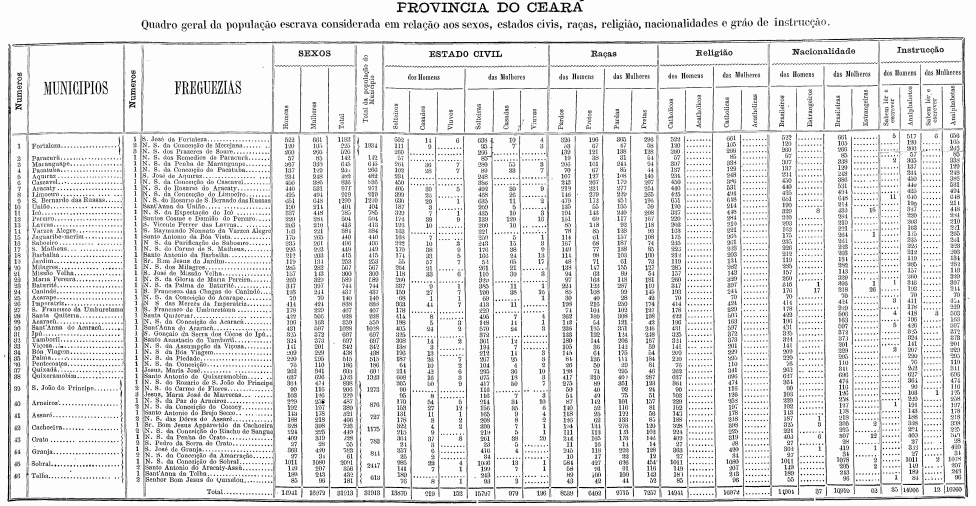
Allgemeines Bild der Sklavenbevölkerung in Bezug auf Geschlecht, Familienstand, Ethnie, Religion, Nationalität und Bildungsgrad für die Provinz Ceará in der Volkszählung von 1872.
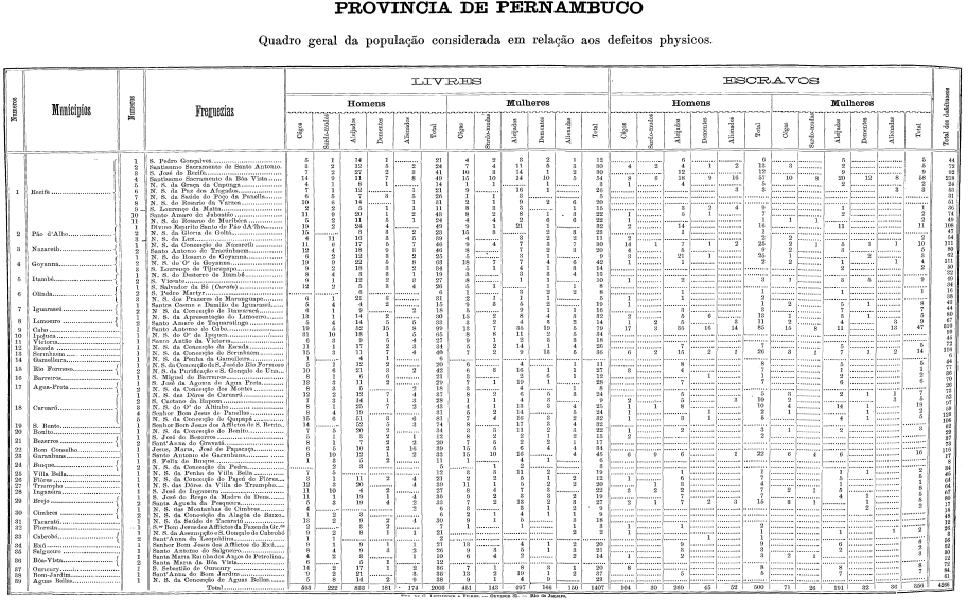
Allgemeine Tabelle der Bevölkerung in Bezug auf körperliche Defekte für die Provinz Pernambuco in der Volkszählung von 1872.
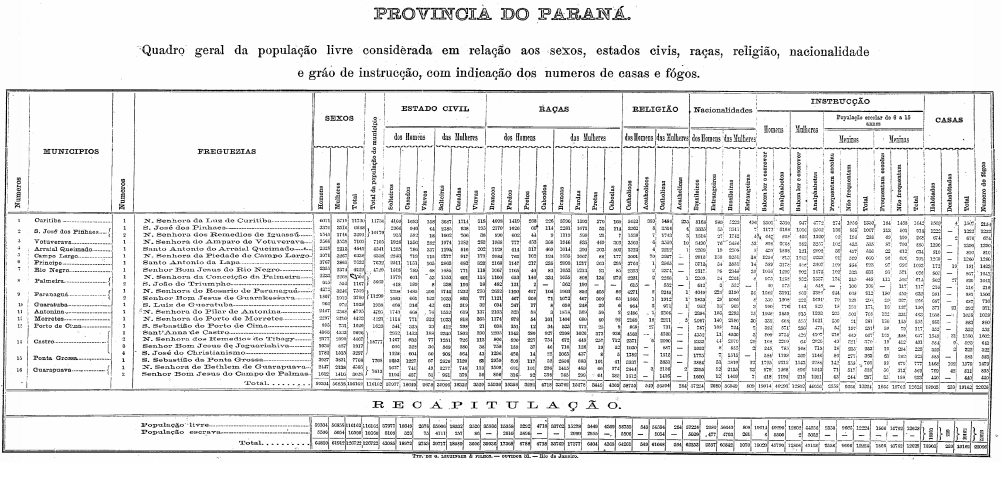
Allgemeine Tabelle der freien Bevölkerung nach Geschlecht, Familienstand, Ethnie, Religion, Nationalität und Bildungsgrad, mit Angabe der Anzahl der Häuser und Wohnungen für die Provinz Paraná bei der Volkszählung von 1872.
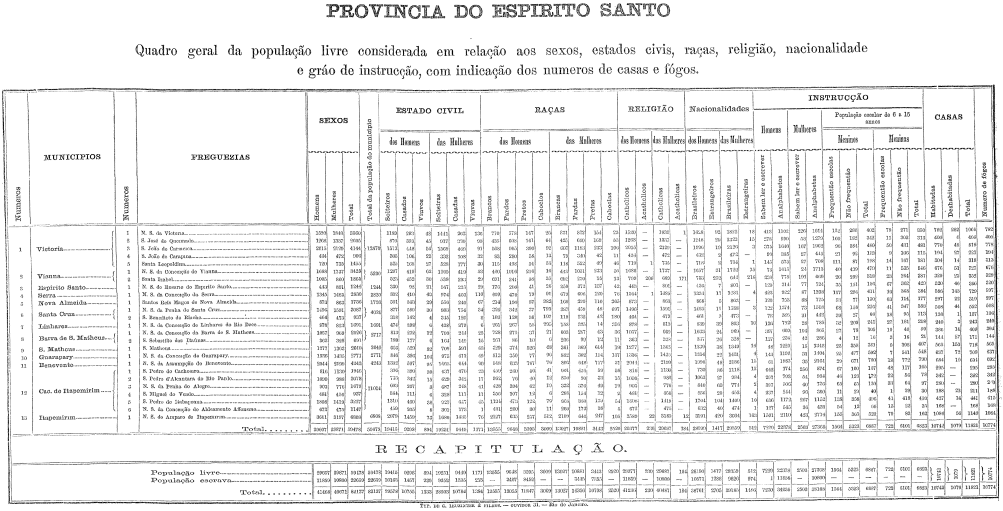
Allgemeine Tabelle der freien Bevölkerung in Bezug auf Geschlecht, Familienstand, Ethnie, Religion, Nationalität und Bildungsgrad, mit Angabe der Anzahl der Häuser und Wohnungen für die Provinz Espírito Santo in der Volkszählung von 1872.
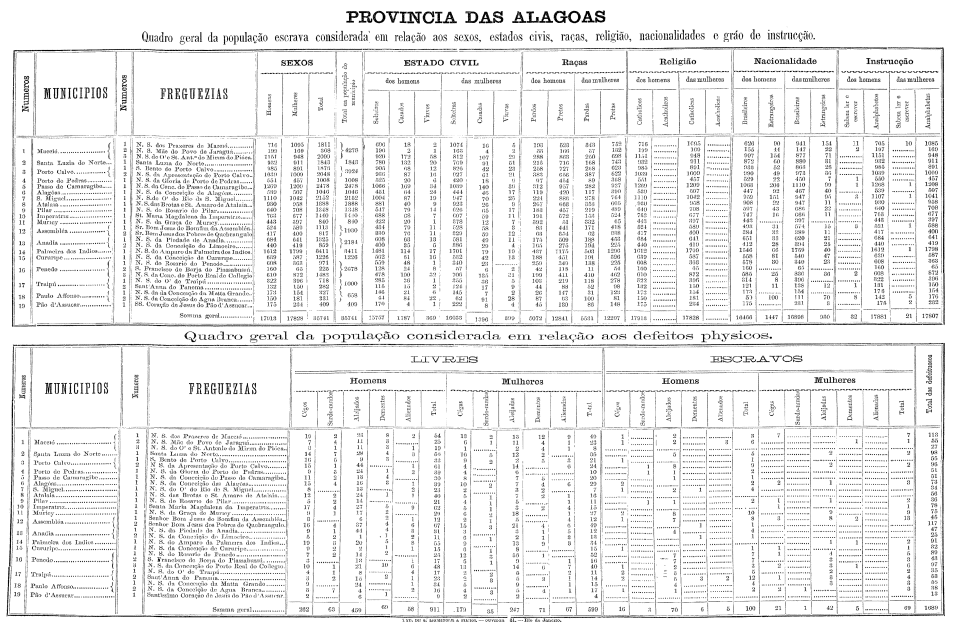
Allgemeine Tabelle der Sklavenbevölkerung in Bezug auf Geschlecht, Familienstand, Ethnie, Religion, Nationalität und Bildungsgrad; und allgemeine Tabelle der Bevölkerung in Bezug auf körperliche Mängel für die Provinz Alagoas in der Volkszählung von 1872.
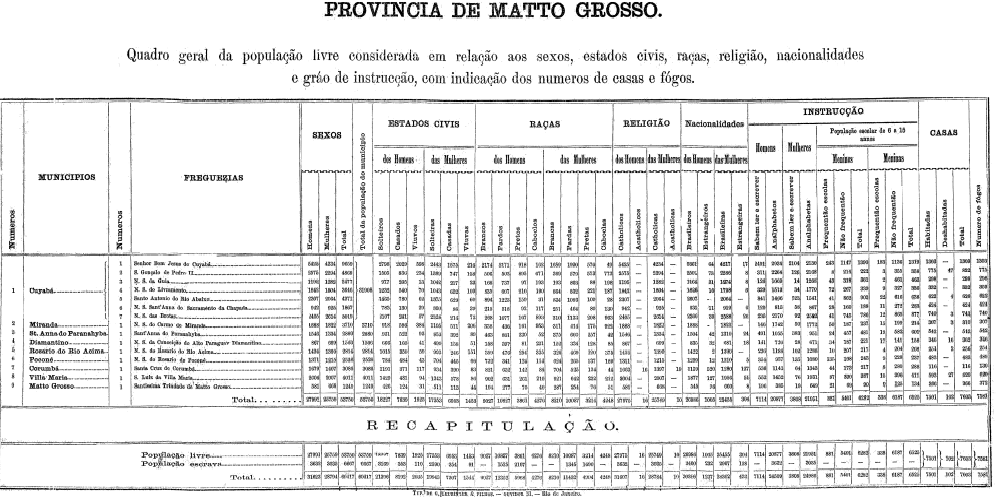
Allgemeine Tabelle der freien Bevölkerung nach Geschlecht, Familienstand, Ethnie, Religion, Nationalität und Bildungsgrad mit Angabe der Anzahl der Häuser und Wohnungen für die Provinz Mato Grosso bei der Volkszählung von 1872.